# Royal Centre (Vancouver)
Das Royal Centre ist ein Gebäudekomplex, welcher sich auf der 1055 West Georgia Street im Finanzbezirk von Vancouver, Kanada, befindet. Das Gebäude dient vorwiegend als Niederlassung der Royal Bank of Canada. Weitere Mieter sind das US-amerikanische Energieunternehmen Spectra Energy sowie die Fluor Corporation. Der RBC Tower ist 141 Meter hoch und verfügt über 37 Etagen und wurde 1973 fertiggestellt. Er wurde von dem Architekturbüro CEI Airchitecture entworfen und befindet sich in Besitz von Brookfield Asset Management, einem der größten Immobilienunternehmen und Vermögensverwalter in ganz Nordamerika.
Zum Zeitpunkt der Fertigstellung war das Gebäude das höchste in Vancouver, bevor es 1977 vom Harbour Centre abgelöst wurde. Es selber löste den Toronto Dominion Tower als höchstes Gebäude ab. Mittlerweile ist das Royal Centre nur noch das elfthöchste Gebäude in Vancouver.

## Einrichtungen
Das Gebäude verfügt über zwei unterirdische Etagen, in denen sich mehrere Einkaufsgeschäfte und Restaurants befinden. Das Gebäude hat einen direkten Zugang zur Burrard SkyTrain Station und somit zum SkyTrain von Vancouver.